# Pingyin

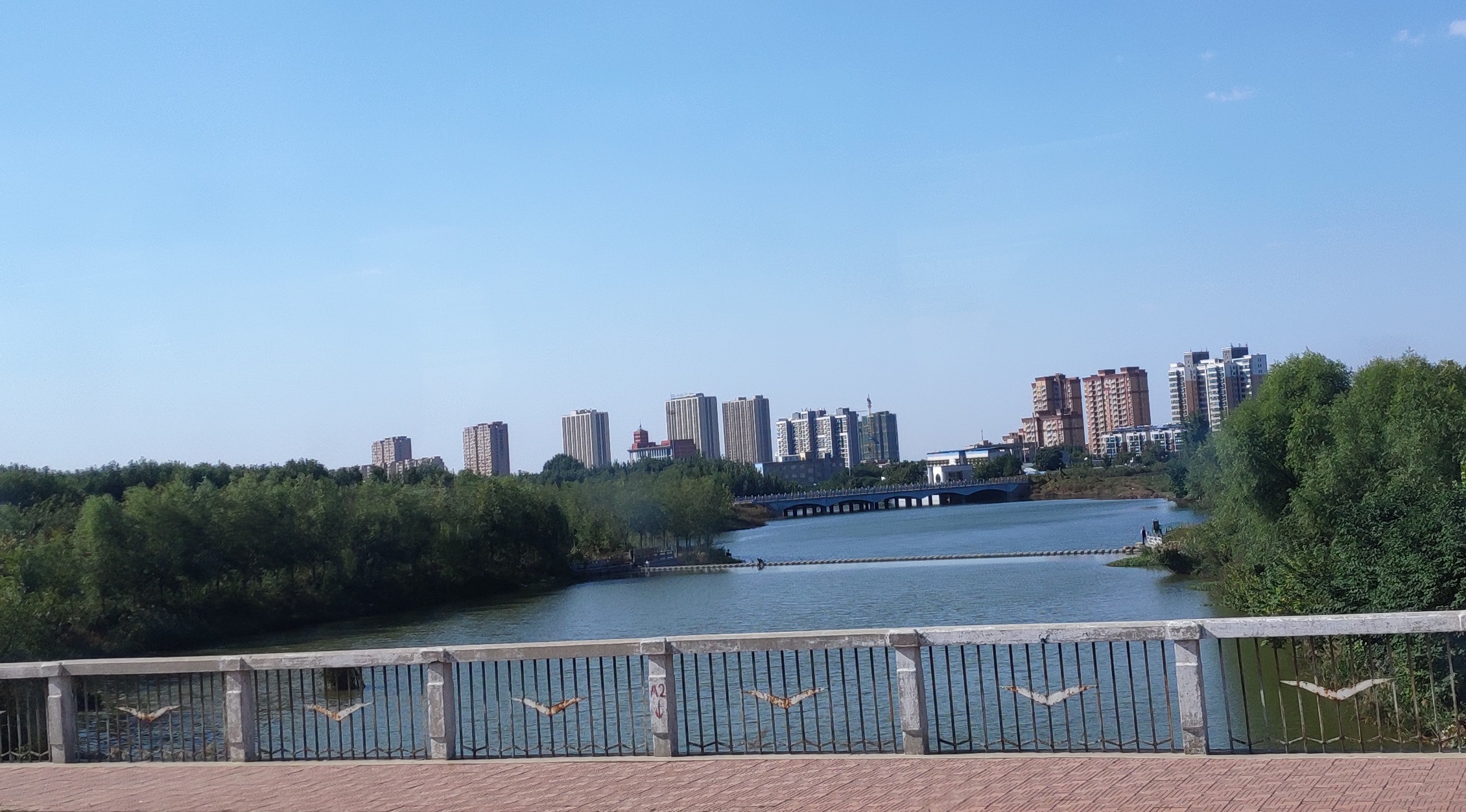
Jinshui Fluss

Der Kreis Pingyin (chinesisch 平阴县, Pinyin Píngyīn Xiàn) ist ein Kreis in der chinesischen Provinz Shandong. Er gehört zum Verwaltungsgebiet der Unterprovinzstadt Jinan. Seine Fläche beträgt 715,2 km² und die Einwohnerzahl 331.712 (Stand: Zensus 2010). Sein Hauptort ist die Großgemeinde Pingyin (平阴镇).